# Agustín Díaz Colodrero
Agustín Díaz Colodrero (Corrientes, Virreinato del Río de la Plata, 1790 - Córdoba, Argentina, junio de 1829) fue un militar argentino de importante actuación durante las guerras civiles de ese país.

## Guerras de independencia
Hijo de Felipe José Díaz Colodrero, alcalde de primer voto y regidor de Corrientes, y de la patricia María Antonia Fernández, era hermano de Pedro Díaz Colodrero, futuro miembro de la Convención que sancionaría la Constitución Argentina de 1853, estudió en Asunción del Paraguay.
A los veinte años se incorporó a la campaña de Manuel Belgrano al Paraguay y combatió en las batallas de Paraguarí y Tacuarí. Continuó con ese ejército a incorporarse al sitio de Montevideo, ciudad que permanecía en manos realistas, hasta la caída de ésta en manos independentistas.
Se incorporó al Ejército del Norte a mediados de 1815, formando parte de los refuerzos al mando del coronel Domingo French, que por los enfrentamientos entre José Rondeau y Martín Miguel de Güemes, se incorporó al Ejército meses después de la batalla de Sipe Sipe.

## Guerras civiles y actuación en Corrientes
Formó parte de las campañas del Ejército del Norte contra los federales de Córdoba y Santa Fe. Luchó en las batallas de Fraile Muerto y La Herradura, obteniendo su ascenso al grado de teniente coronel.
Apoyó a los rebeldes durante el motín de Arequito y fue quien llevó la noticia a la ciudad de Córdoba: permaneció en la guarnición de esa provincia, y combatió contra José Miguel Carrera y Francisco Ramírez.
Regresó a Corrientes en 1822, y el gobernador Juan José Fernández Blanco le encargó formar el Regimiento de Dragones de Corrientes, nombrándolo también su comandante; al año siguiente lo nombró comandante general de campaña.
Cuando los indígenas chaqueños – posiblemente mocovíes – invadieron Corrientes, fueron rodeados por fuerzas de Díaz Colodrero; pero éste se negó a provocar una matanza. Sus propias tropas lo depusieron y lo arrestaron, hecho que el propio gobernador confirmó. Al saberlo, sus propios soldados se rebelaron a favor suyo, lo cual casi costó el cargo al gobernador. Encerrado en una situación muy confusa, Díaz Colodrero decidió regresar a Córdoba.

## Las vísperas de La Tablada
Estuvo varios años al servicio del gobernador Juan Bautista Bustos, pero cuando el general Paz invadió Córdoba, se pasó a sus filas. Combatió en la batalla de San Roque, fue ascendido a coronel, y su jefe le encargó formar un regimiento de infantería.
Cuando el ejército federal comandado por Facundo Quiroga – secundado por el derrocado general Bustos – invadió Córdoba en 1829, Paz salió a su encuentro, dejando la defensa de la ciudad bajo el mando de Díaz Colodrero. Hábilmente, Quiroga evitó encontrarse con el jefe unitario y atacó la ciudad. La defensa dirigida por Díaz Colodrero fue intensa, pero breve e inútil: cuando Díaz Colodrero fue herido de muerte, los defensores se rindieron y la ciudad cayó en manos de los federales.
Pocos días después, Quiroga abandonaba Córdoba para enfrentar a Paz en la batalla de La Tablada, en la que sería derrotado.